# نضال أبو نواس
نضال أبو النواس ممثل سعودي مواليد عام 1971 في مكة المكرمة شارك في أكثر من 20 عرضا مسرحيا، إضافة إلى عدد من الورش والمحاضرات والندوات. وشارك في الكثير من المهرجانات في جمعية الثقافة والفنون وفي أدبي الشرقية، كما شارك في عروض أمانة مدينة الرياض، وجمعية الثقافة والفنون في جدة، وله حضوره الدائم في مهرجان المسرح، فقد شارك في مسرحية خلف البرواز في مصر ومسرح الهناجر إضافة إلى دول المغرب العربي، وفي سوريا عرفه الفنانون من حضوره الكثيف ونهمه للالتقاء بهم في المقاهي والورش. وقد عرف أبو نواس المتخرج في جامعة أم القرى قسم المعلومات والمكتبات، بأنه أحد المواهب المسرحية اللافتة التي شهدها المسرح السعودي في العقد الأخير، واختار المنطقة الشرقية مستقرا له حيث عمل مدرسا في إحدى مدارس وزارة التعليم، وشغف بالمسرح الذي ارتاح لأجوائه في المنطقة الشرقية، حيث انضم إلى مسرح فرع جمعية الثقافة والفنون بالدمام، وشارك في عشرات المسرحيات والمهرجانات داخل المملكة وخارجها، إضافة إلى كتابته عدة نصوص مسرحية. توفي الجمعة10 يونيو 2009 بعد غيبوبة استمرت أكثر من ثلاثين يوما في أحد مستشفيات الدمام بالمملكة العربية السعودية بسبب فشل كلوي.